# 北代美和子
北代 美和子（きただい みわこ、1953年12月17日 -）は、日本の翻訳家・推理小説作家。
別筆名に山崎 純（やまざき じゅん）。

## 略歴
東京都生まれ。1978年、上智大学大学院外国語学研究科言語学専攻修士課程修了。文学修士。
『シャルロット・ペリアン自伝』、ジャン・ルオー『名誉の戦場』など、翻訳多数。

## 著書
- 『死は甘くほろ苦く…… Le meurtre au chocolat』（山崎純名義、東京創元社、鮎川哲也と十三の謎） 1988.11
- 『死は走る者から襲う Le meurtre à la poudre』（山崎純名義、東京創元社、創元ミステリ'90） 1990.8
- 「Prize for patience（忍耐賞）」（山崎純名義、東京創元社、『鮎川哲也と十三の謎'90』1990.12）に収録 - 短編

## 翻訳
- 『オン・ボクシング』（ジョイス・キャロル・オーツ、中央公論社） 1988
- 『キキ モンパルナスの恋人』（ルー・モルガール、河出書房新社）1989
- 『食卓の歴史』（スティーブン・メネル、中央公論社） 1989
- 『ジョルジュ・サンド 木靴をはいて月をとろうとした夢想者』（ユゲット・ブシャルドー、河出書房新社） 1991
- 『フリーダ・カーロ 痛みの絵筆』（マルタ・ザモーラ、マリリン・ソード・スミス編、リブロポート） 1991
- 『愛人 フォト・ロマン』（ジャン=ジャック・アノーエッセイ、ブノワ・バルビエ写真、河出書房新社） 1992
- 『ドラキュラ・ホームズ・ジョイス 文学と社会』（フランコ・モレッティ、植松みどり,河内惠子,橋本順一,林完枝,本橋哲也共訳、新評論） 1992
- 『タンジール、海のざわめき』（ダニエル・ロンドー、河出書房新社） 1993
- 『サッカー戦争』（リシャルト・カプシチンスキ、中央公論社） 1993
- 『アントニエッタ、愛の響き』（ジョン・ハーシー、白水社） 1993
- 『フーリガン戦記』（ビル・ビュフォード、白水社） 1994
- 『名誉の戦場』（ジャン・ルオー、新潮社） 1994、のち『アデン、アラビア / 名誉の戦場』（池澤夏樹編、河出書房新社、世界文学全集） 2009に所収
- 『ブルゴーニュの食卓から』（M・F・K・フィッシャー、晶文社） 1995
- 『黒いヴェール 写真の父母をわたしは知らない』（アニー・デュプレー、文芸春秋） 1996
- 『イタリア式料理の知恵』（アンジェロ・ペッレグリーニ、晶文社） 1996
- 『イタリアの夢の館』（リーサ・セイント・オービン・ドゥ・テラン、河出書房新社） 1996
- 『ルイーズ ルイーズ・ド・ヴィルモランの生涯』（ジャン・ボトレル、東京創元社） 1997
- 『名前が語るお菓子の歴史』（ニナ・バルビエ,エマニュエル・ペレ、白水社） 1999
- 『ピカソと過ごしたある日の午後 コクトーが撮った29枚の写真』（ビリー・クルーヴァー、白水社） 1999
- 『キキ 裸の回想』（ビリー・クルーヴァー,ジュリー・マーティン編、白水社） 2000
- 『届かなかった手紙』（クレスマン・テイラー、文藝春秋） 2001
- 『バルテュスとの対話』（バルテュス、コスタンツォ・コスタンティーニ編、白水社） 2003
- 『ふたりのトスカーナ』 (ロレンツァ・マッツェッティ、竹書房、竹書房文庫） 2003
- 『狂熱のシーズン ヴェローナFCを追いかけて』（ティム・パークス、白水社） 2003
- 『すべての小さきもののために』（ウォーカー・ハミルトン、河出書房新社） 2004
- 『シルヴィア』（ケイト・モーゼス、ランダムハウス講談社） 2004
- 『野生のしらべ』（エレーヌ・グリモー、ランダムハウス講談社） 2004
- 『極上のイタリア食材を求めて』（ウィリアム・ブラック、白水社） 2005
- 『食の歴史』全3巻（J-L.フランドラン, M・モンタナーリ編、宮原信共監訳、藤原書店） 2006
- 『小鳥はいつ歌をうたう』（ドミニク・メナール、河出書房新社） 2006
- 『メディチ・マネー ルネサンス芸術を生んだ金融ビジネス』（ティム・パークス、白水社） 2007
- 『厨房の奇人たち 熱血イタリアン修行記』（ビル・ビュフォード、白水社） 2008
- 『シャルロット・ペリアン自伝』（シャルロット・ペリアン、みすず書房） 2009
- 『アンダルシアの肩かけ』（エルサ・モランテ、河出書房新社） 2009
- 『戦場からスクープ! 戦争報道に生きた三十年』（マーティン・フレッチャー、白水社） 2010
- 『ウイスキー・ドリーム アイラ島のシングルモルトに賭けた男たち』（スチュアート・リヴァンス、白水社） 2011
- 『パリ解放 1944 - 49』（アントニー・ビーヴァー,アーテミス・クーパー、白水社） 2012
- 『シャンパーニュの帝国 ヴーヴ・クリコという女の物語』（ティラー・J・マッツエオ、中央公論新社） 2012
- 『私はなぜ書くのか』（マルグリット・デュラス、レオポルディーナ・パッロッタ・デッラ・トッレ聞き手、河出書房新社） 2014
- 『エカチェリーナ大帝 ある女の肖像』（ロバート・K・マッシー、白水社） 2014
- 『105歳の料理人ローズの愛と笑いと復讐』（フランツ=オリヴィエ・ジズベール、河出書房新社） 2015
- 『嘘と魔法』（エルサ・モランテ、河出書房新社、須賀敦子の本棚4 - 5） 2018
- 『石を聴く イサム・ノグチの芸術と生涯』（ヘイデン・ヘレーラ、みすず書房） 2018
- 『イサム・ノグチ エッセイ』（イサム・ノグチ、みすず書房） 2018
- 『ジョヴァンニ・バッティスタ・シドティ 使命に殉じた禁教下最後の宣教師』（マリオ・トルチヴィア、筒井砂共訳、髙祖敏明監訳、教文館、キリシタン文化研究29） 2019
- 『ラグビーの世界史 楕円球をめぐる二百年』（トニー・コリンズ、白水社） 2019
- 『シャルル・ドゴール伝』上・下（ジュリアン・ジャクソン、白水社） 2022